# 小澤利雄
小澤利雄，日本漫畫家。岐阜縣出身。岐阜県立羽島北高等学校出身。
专注于不良少年漫画。 他已经结婚，并在2007年7月成为一个孩子的父亲。

## 作品
- 《G-Men》、全18冊[1]
- 團魂、全6冊、原名
- 我要得第一、全6冊、原名
- 《難破》系列
  1. 難破MG5、全18冊、原名
  2. 雙面人難破、全15冊、原名《ナンバデッドエンド（日语：ナンバデッドエンド）》
- 鮮師教室、全5冊、原名《ガキ教室（日语：ガキ教室）》
- 777街頭除惡隊、全4冊、原名

以下疑似未有中文版
- 原名、全3冊
- 原名《フジケン（日语：フジケン (漫画)）》、全22冊

## 外部連結
- （日語）Amazon.co.jp: 小沢 としお:作品一覧、著者略歴 （页面存档备份，存于）